# امور حسبی
امور حِسبی (عربی: حِسبه یا عربی: حِسبیه) اصطلاحی در فقه و حقوق اسلامی است که به کلیه امور پسندیده‌ای گفته می‌شود که شرع و قوانین اسلام خواستار اجرای آن‌ها شده اما شخص خاصی را مسئول آن‌ها ندانسته‌ است. این امور عمدتاً در حوزهٔ مراقبت اجتماعی و حقوقی قرار دارند و هدف از آن‌ها حفظ نظم، عدالت و حمایت از افراد آسیب‌پذیر است.  

## تعریف
امور حسبی به دو شکل اصلی بررسی می‌شود:  
- در فقه: به معنای «امر به معروف و نهی از منکر» و نظارت بر رفتارهای اجتماعی و اقتصادی.
- در حقوق مدنی و امور حسبی ایران: اموری که دادگاه‌ها موظف‌اند بدون وجود اختلاف یا دعوی شخصی، رسیدگی و تصمیم‌گیری کنند.

## ریشه و مبانی
واژهٔ «حسبه» در عربی به معنای «رسیدگی» و «مراقبت» است. در اسلام، نخستین بار در دوران پیامبر اسلام (ص) و خلافت راشدین برای نظارت بر بازار و جلوگیری از تقلب و احتکار به کار رفت.  

### فقه اهل بیت و شیعه
مطابق فقه امامیه، امور حسبیه شامل حمایت از افراد بی‌سرپرست، نظارت بر قیم‌ها، ادارهٔ اموال غایبان و اجرای وصیت‌هاست. در نظریهٔ ولایت فقیه، فقها نسبت به افراد عادی در اجرای این امور اولویت دارند.

## تاریخچه
در صدر اسلام، «نهاد حسبه» و مقام «محتسب» شکل گرفت.  
- دوران خلافت اموی: محتسب صرفاً بر بازار نظارت داشت.
- دوران عباسی: دامنه وظایف محتسب گسترش یافت و شامل اکثر مصادیق امر به معروف و نهی از منکر شد.

با گسترش نظام قضایی، امور حسبی به قوانین رسمی کشورها از جمله ایران وارد شد.  

## امور حسبی در حقوق ایران
قانون امور حسبی مصوب ۱۳۱۹ ایران، دامنه و نحوه اجرای امور حسبی را مشخص می‌کند.  

### تعریف قانونی
ماده ۱ قانون امور حسبی ایران: «امور حسبی اموری است که دادگاه‌ها مکلفند بدون وقوع اختلاف و اقامه دعوی، اقدام و تصمیم‌گیری کنند.»

### مصادیق مهم در ایران
- تقسیم ارث و تادیه بدهی‌ها
- اجرای وصیت مردگان
- تعیین و عزل قیم برای یتیمان و مجانین
- نصب امین برای اداره اموال غایبان مفقودالاثر

## مقایسه امور حسبی و ترافعی
| ویژگی                  | امور حسبی              | امور ترافعی          |
| ---------------------- | ---------------------- | -------------------- |
| ضرورت اختلاف بین طرفین | ندارد                  | لازم است             |
| نقش دادگاه             | رسیدگی اجباری و مستقیم | رسیدگی پس از شکایت   |
| مثال                   | تعیین قیم برای یتیم    | دعوی مالی بین دو شخص |

## تقسیم‌بندی امور حسبی
بر اساس قانون ایران و فقه شیعه، امور حسبی را می‌توان به سه دسته تقسیم کرد:  
1. احکام – مصادیقی که الزام قانونی و شرعی دارند.
2. امور حسبی به مفهوم اخص – نظارت و رسیدگی به اموال و اشخاص بدون دعوی.
3. دستور – تصمیمات و اقداماتی که برای پیشگیری از ضرر و تخلف صادر می‌شوند.[۳]